# 梅斯查普爾 (馬里蘭州)
梅斯查普爾（英語：Mays Chapel）是位於美國馬里蘭州巴爾的摩縣的一個普查規定居民點。

## 人口
根據2020年美國人口普查的數據，梅斯查普爾的面積為9.62平方千米，當中陸地面積為9.61平方千米，而水域面積為0.01平方千米。當地共有人口12224人，而人口密度為每平方千米1,270.69人。